# Церковь Святого Варфоломея (Ежмановице)
Церковь святого Варфоломея (пол. Kościół św. Bartłomieja) — католическая церковь в Польше, находящаяся в населённом пункте Ежмановице, в гмине Ежмановице-Пшегиня Краковского повята Малопольского воеводства. Церковь внесена в реестр охраняемых памятников Малопольского воеводства. Приход святого Варфоломея входит в состав Сосновецкой епархии. 
Каменный храм в стиле классицизма был построен в 1830 году на месте разобранной деревянной церкви. В 1876 году храм был перестроен.
23 января 1984 года храм был внесён был внесён в реестр охраняемых памятников Малопольского воеводства (№ А-483).